# Dioscoreales
Dioscoreales, Діоскореєцвіті — порядок однодольних рослин, що містить трохи більш як 1000 видів.

## Опис
Це в основному багаторічні трав'янисті рослини. Три родини містять різні екологічні групи рослин. Родина Dioscoreaceae містить в основному лози (Dioscorea) та інші види, що плазують (Epipetrum). Nartheciaceae з іншого боку це родина, що складається з трав'яних рослин, а Burmanniaceae повністю міко-гетеротрофні група. Порядок містить рослини, які здатні утворювати підземний орган для зберігання поживних речовин так і багато інших однодольних, винятком є родина Burmanniaceae.

## Поширення та середовище існування
Види з цього порядку поширюється по всіх континентах, за винятком Антарктиди. Вони, в основному, представники тропічні але тим не менш є члени родин Dioscoreaceae і Nartheciaceae, виявлених в більш прохолодних регіонах Європи та Північної Америки.

## Галерея

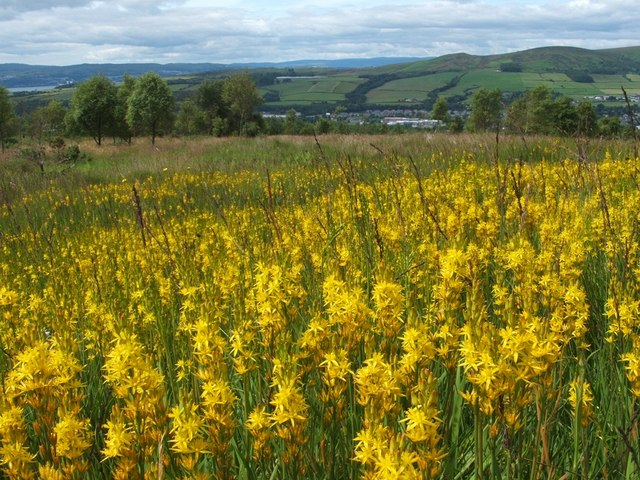
Narthecium ossifragum
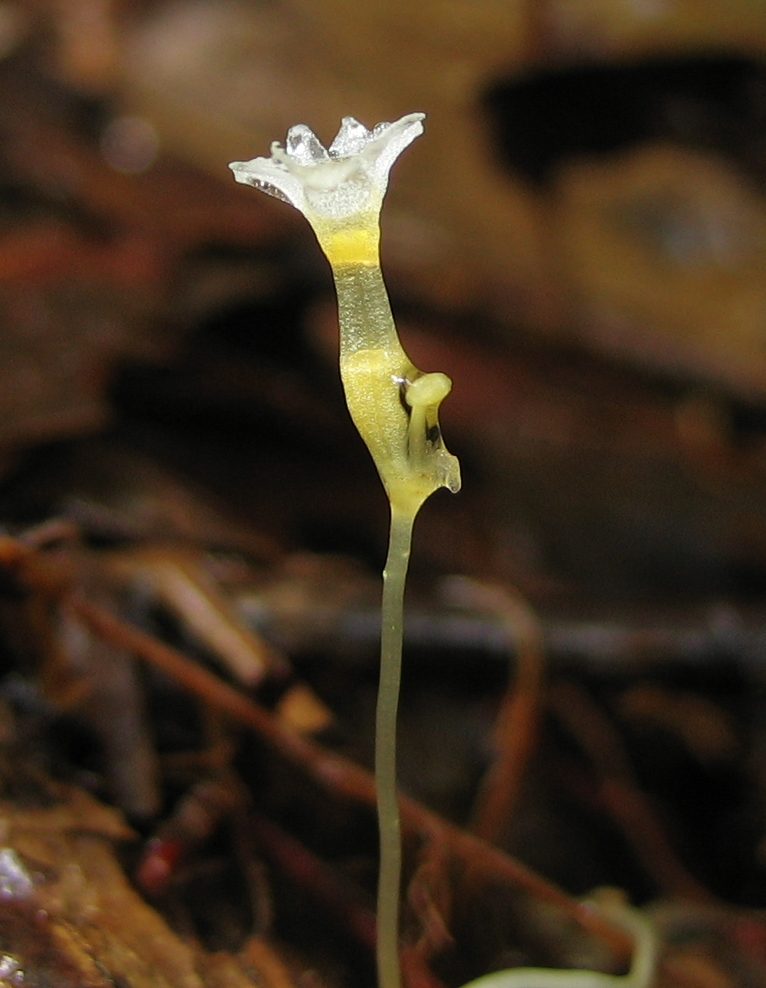
Gymnosiphon bekensis
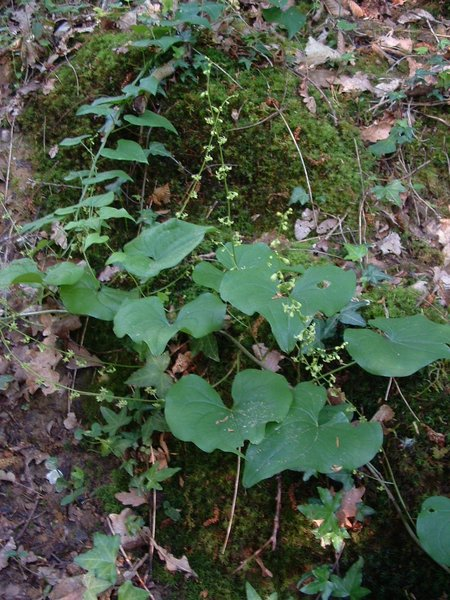
Dioscorea communis

| Гібіскус | Це незавершена стаття про квіткові рослини. Ви можете допомогти проєкту, виправивши або дописавши її. |